# Parte positiva e parte negativa di una funzione
In matematica, per ogni funzione reale si possono definire due funzioni "componenti", dette parte positiva e parte negativa della funzione, date rispettivamente da
{\displaystyle f^{+}(x)=\max\{f(x),0\}={\begin{cases}f(x)&{\mbox{ se }}f(x)>0\\0&{\mbox{ altrimenti}}\end{cases}}}
{\displaystyle f^{-}(x)=\max\{-f(x),0\}=-\min\{f(x),0\}={\begin{cases}-f(x)&{\mbox{ se }}f(x)<0\\0&{\mbox{ altrimenti}}\end{cases}}}
Intuitivamente, il grafico per esempio della parte positiva è ottenuto troncando il grafico di {\displaystyle f} quando esso passa sotto l'asse delle ascisse, ponendolo a 0 in quei punti e lasciando inalterato il resto.
Una peculiarità della definizione è che la "parte negativa" non è negativa, anzi, è ovunque positiva o al più nulla. La scomposizione di una funzione qualsiasi in due funzioni sempre non negative si rivela utile in determinati casi.

## Relazioni con la funzione originaria
Le parti positiva e negativa sono legati alla funzione originaria tramite queste due relazioni:
{\displaystyle f=f^{+}-f^{-}\,}
{\displaystyle |f|=f^{+}+f^{-}}
Usando queste due uguaglianze si possono esprimere {\displaystyle f^{+}} e {\displaystyle f^{-}} in un altro modo
{\displaystyle f^{+}={\frac {|f|+f}{2}}}
{\displaystyle f^{-}={\frac {|f|-f}{2}}.}

## Uso in teoria della misura
Una funzione definita su uno spazio misurabile è misurabile se e solo se lo sono la sua parte positiva e la sua parte negativa. Se dunque {\displaystyle f} è misurabile, lo è anche il suo valore assoluto, essendo la somma di funzioni misurabili per la relazione precedente. Il viceversa non è in generale vero: se ad esempio
{\displaystyle f=1_{V}-{1 \over 2}}
dove {\displaystyle V} è un insieme di Vitali e 1V è la funzione indicatrice dell'insieme V, allora {\displaystyle f} non è misurabile (poiché non lo è {\displaystyle V}), ma il suo valore assoluto sì perché è costantemente uguale a 1⁄2.
Parte positiva e parte negativa sono utilizzate inoltre nella definizione di integrale di Lebesgue di una funzione misurabile.